# 百花湖镇
百花湖镇，是中华人民共和国贵州省貴陽市观山湖区下辖的一个乡镇级行政单位。
2012年11月15日，国务院批复同意贵州省调整贵阳市部分行政区划，设立贵阳市观山湖区，将清镇市的百花湖乡划归观山湖区管辖。
2017年7月3日，贵州省人民政府批复同意撤销百花湖乡设立百花湖镇，镇人民政府驻百花湖村。

## 行政区划
百花湖镇下辖以下地区：
百花湖社区、百花湖村、竹林村、三堡村、毛栗村、上麦城村、下麦城村、谷腊村、温水村、哪嘎村、杨家庄村、坪山村、石操村、三屯村、云归村、萝卜哨村和盘龙洞村。